# Jurij Andropov
Jurij Vladimirovitj Andropov (ryska: Ю́рий Влади́мирович Андро́пов), född 15 juni (enligt nya stilen; 2 juni enligt gamla stilen) 1914 i byn Nagutskaja i guvernementet Stavropol i Kejsardömet Ryssland (nuvarande Soluno-Dmitrijevskoje i Stavropol kraj, södra Ryssland), död 9 februari 1984 i Moskva (av njursvikt), var en sovjetisk politiker och ämbetsman. Han var högste chef för säkerhetstjänsten KGB från 1967 till 1982 och generalsekreterare i sovjetiska kommunistpartiets centralkommittés politbyrå från 12 november 1982 till sin död 9 februari 1984.

## Biografi
Andropovs far var järnvägsarbetare och Andropov själv arbetade som telegrafist, biografmaskinist och sjöman på flodbåtar på Volga innan han påbörjade studier vid en teknisk skola och senare vid Petrozavodsks universitet. Han blev organisatör för den kommunistiska ungdomsorganisatione Komsomol i Jaroslavlregionen och gick med i kommunistpartiet 1939. Hans överordnade lade märke till hans förmåga och han utsågs 1940 till ledare för Komsomol i den nybildade Karelsk-finska socialistiska sovjetrepubliken, och förblev på denna post under huvuddelen av andra världskriget, till 1944.
Andropov fick 1951 en tjänst vid kommunistpartiets sekretariat i Moskva, vilket traditionellt var en karriärbefattning för lovande sovjetiska tjänstemän. Han var sovjetisk ambassadör i Budapest från juli 1954 till 1957, vilket innebar att han var på plats i samband med Ungernrevolten. Han spelade där en viktig roll i att koordinera den sovjetiska invasionen 1956, som slog ner revolten.
Efter sin tid i Ungern återvände Andropov till Moskva och gjorde fortsatt karriär i kommunistpartiets hierarki. 1967 blev han högste chef för säkerhetstjänsten KGB. Andropovs tid som KGB-chef utmärkte sig genom hård förföljelse av politiska dissidenter. 1962 ersatte han Michail Suslov i sovjetiska kommunistpartiets centralkommitté och 1973 blev han fullvärdig ledamot av politbyrån. Andropov var först negativ till ett sovjetiskt militärt ingripande i Afghanistan, men kom att ändra sig efter att politikern Hafizullah Amin beordrat mordet på den dåvarande presidenten Nur Muhammad Taraki. Mordet och Amins tillträde som president ändrade Andropovs åsikt om en sovjetisk intervention och han kom att bli en av de drivande krafterna bakom utbrottet av det Afghansk-sovjetiska kriget 1979.
När generalsekreterare Leonid Brezjnevs hälsa blev sämre började Andropov positionera sig för att efterträda honom, och han lämnade 1982 sin post som chef för KGB. När Brezjnev dog utsågs Andropov två dagar senare, 12 november 1982, av kommunistpartiets centralkommitté som ny generalsekreterare. Vid tidpunkten för Brezjnevs död hade han dock i praktiken redan innehaft den politiska makten i Sovjetunionen en tid i takt med att Brezjnevs hälsa försämrats och denne successivt blivit allt mer oförmögen att styra landet. Han befäste därefter sin maktställning då han 16 juni 1983 även blev ordförande för presidiet i Sovjetunionens högsta sovjet.
Andropov drabbades av hälsoproblem i augusti 1983, och sågs därefter aldrig mer i offentligheten. Han dog 9 februari 1984 och efterträddes av sin tidigare rival Konstantin Tjernenko.
Andropov hann inte åstadkomma så mycket under sin korta tid som stats- och partichef. Hans politik utmärktes av en hård inställning mot dissidenter, i linje med hur han agerat som KGB-chef, men även av uppmaningar till ökad arbetsdisciplin för att komma till rätta med den allt mer haltande sovjetiska ekonomin och kamp mot korruptionen i det sovjetiska samhället. Andropov kan därför i viss mån sägas ha lagt grunden till perestrojkan som Michail Gorbatjov inledde efter sitt makttillträde 1985, även om det aldrig fanns några förhoppningar om demokratisering av Sovjetunionen under Andropovs tid vid makten. Andropov backade också upp Gorbatjov, som var från samma trakt som Andropov (Stavropol) och blev hans närmaste allierade i politbyrån. Andropovs tid vid makten utmärktes också av försämrade förbindelser med USA, sedan Ronald Reagan 1981 blivit USA:s president. Nedrustningsförhandlingarna blev resultatlösa under denna tid som ibland kallats "andra kalla kriget".